# Andreaea latinervis
Andreaea latinervis är en bladmossart som beskrevs av E. B. Bartram in Roivainen 1937. Andreaea latinervis ingår i släktet sotmossor, och familjen Andreaeaceae. Inga underarter finns listade i Catalogue of Life.